# Billy Connolly
William Billy Connolly, CBE, D.Litt, škotski komik, glasbenik in igralec, * 24. november 1942, Glasgow, Škotska.
Pred svojo zabavljaško kariero je delal kot varilec, bil pripadnik Padalskega polka Teritorialne vojske, delal na naftni ploščadi,...
Sprva je bil ljudski glasbenik, pozneje pa se je začel ukvarjati tudi s stand-up komedijo in igranjem na televiziji in v filmih.